# 摩根頓鎮區 (北卡羅萊納州伯克縣)
摩根頓鎮區（英語：Morganton Township）是位於美國北卡羅萊納州伯克縣的一個鎮區。

## 地方資料
摩根頓鎮區的面積為154.62平方千米，皆為陸地。根據2020年美國人口普查的數據，當地共有人口28264人，而人口密度為每平方千米182.8人。